# 오취도
오취도(烏就屠, ? ~ ?)는 오손의 군주로, 초대 소곤미다. 3대 곤미(昆彌) 비왕(肥王) 옹귀미(翁歸靡)와 흉노 여인의 아들이다.

## 생애
4대 곤미 광왕이 인심을 잃어 광왕의 부인인 유해우(劉解憂)와 전한에서 온 사람들이 음모를 꾸며 광왕을 암살하려 했으나 광왕이 부상만 입고 달아났을 때, 자신도 여러 흡후들과 함께 달아났다. 이후 외가인 흉노의 힘을 내세워 무리를 모아 자립하고, 광왕을 습격해 살해하고 스스로 곤미가 됐다. 그러나 전한에서 파강장군 신무현과 1만 5천 명의 군대가 와서 공격하려 했다. 이때 전한의 서역도호 정길은 오취도와 우대장이 친하므로 우대장의 부인인 전한 사람 풍료를 시켜 항복할 것을 권하니, 조그만 칭호를 원한다고 답했다. 풍료를 불러 사정을 조사하고 돌려보낸 선제의 명령에 따라, 오손의 수도 적곡성으로 가서 장라후 상혜를 만나고 옹귀미와 유해우의 아들 원귀미를 대곤미(大昆靡)로 세웠다. 자신은 소곤미(小昆靡)가 되었다. 그리고 두 곤미 모두 전한에서 인수를 받았다. 나중에 흡후들에게 백성을 돌려보내지 않아, 상혜가 군대를 이끌고 적곡성에 주둔하니 대곤미와 백성을 분할해서 대곤미는 6만여 호, 자신은 4만여 호를 거느렸다. 그러나 백성들의 마음은 소곤미를 따랐다.
흉노가 서흉노와 동흉노로 분열돼, 서흉노의 질지골도후선우에게서 동맹 제안을 받았다. 동흉노의 호한야선우는 전한에 투항했으므로, 전한·동흉노와 서흉노를 견주어 보고 서흉노가 쫓기는 처지이므로 전한의 환심을 사고자 질지의 사신을 죽였다. 그리고 8천 기로 질지 선우와 맞서 싸워 격파됐다.
대곤미 자율미 치세에 죽었고, 아들 부리가 뒤를 이었다.

## 출전
- 반고: 《한서》 권96하 서역전제66하, 동북아역사재단 편집 《한서외국전역주》에서 인용